# Gordonstown (Cornhill)
Gordonstown ist ein Weiler in der schottischen Council Area Aberdeenshire. Er liegt in der traditionellen schottischen Grafschaft Banffshire etwa 14 km südwestlich von Banff und 16 km südöstlich von Buckie. Die nächstgelegene Ortschaft ist das 2,5 km entfernte Cornhill. 23 km südöstlich liegt eine zweite Ortschaft selben Namens. In Gordonstown gibt es eine Grundschule (Ordiquhill Primary School) mit weniger als 100 Schülern. Gordonstown ist durch die A95 an das Fernstraßennetz angeschlossen. In der Vergangenheit passierte eine Eisenbahnstrecke die Ortschaft im Norden, die zwischenzeitlich jedoch rückgebaut wurde. Der nächste Bahnhof lag zwei Kilometer entfernt in Glen Barry.

## Umgebung
Östlich von Gordonstown wurde in der Vergangenheit ein Cairn beschrieben, an welchem damals Hexen gerichtet wurden. Bei einer Begehung in den 1960er Jahren wurden keine Überreste eines Cairns entdeckt. Unweit des Cairns ist eine der Heiligen Maria geweihte Heilquelle zu finden. Der durch eine Steinmauer geschützte Brunnen ist bis heute erhalten. Die ehemalige Pfarrkirche des Parishs liegt wenige hundert Meter südlich von Gordonstown. Das im Jahre 1805 errichtete Gebäude geht zurück auf ein älteres Bauwerk am selben Ort, von dem heute jedoch keine Überreste mehr zu finden sind. Die heute aufgegebene Ordiquhill Parish Church ist als Denkmal der Kategorie B gelistet und befindet sich in schlechtem Zustand.